# Gronau (Pinnau)
El Gronau també anomenat Drebeck és un petit afluent del Pinnau que neix a Friedrichsgabe (Norderstedt) al Slesvig-Holstein (Alemanya) i desemboca al Pinnau al nord del municipi de Quickborn a la frontera amb el municipi d'Ellerau. És un nom compost de dos arrels: gron que significaria verd o grava i au (aigua), significaria doncs riu verd o riu de la grava. La vall del Gronau és considerada com a protegible al marc de Natura 2000.

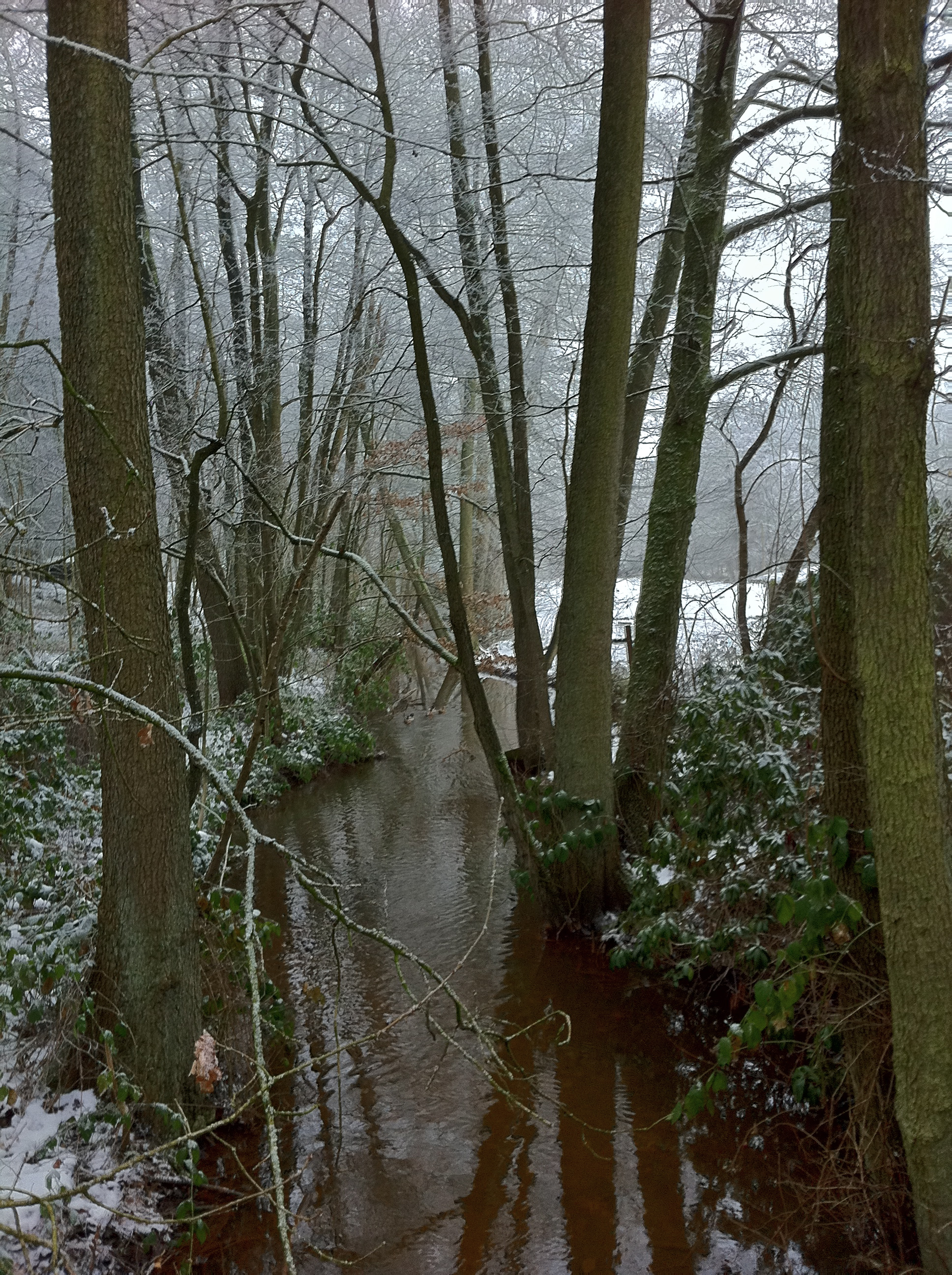
El Gronau al carrer Ulzburger Landstraße
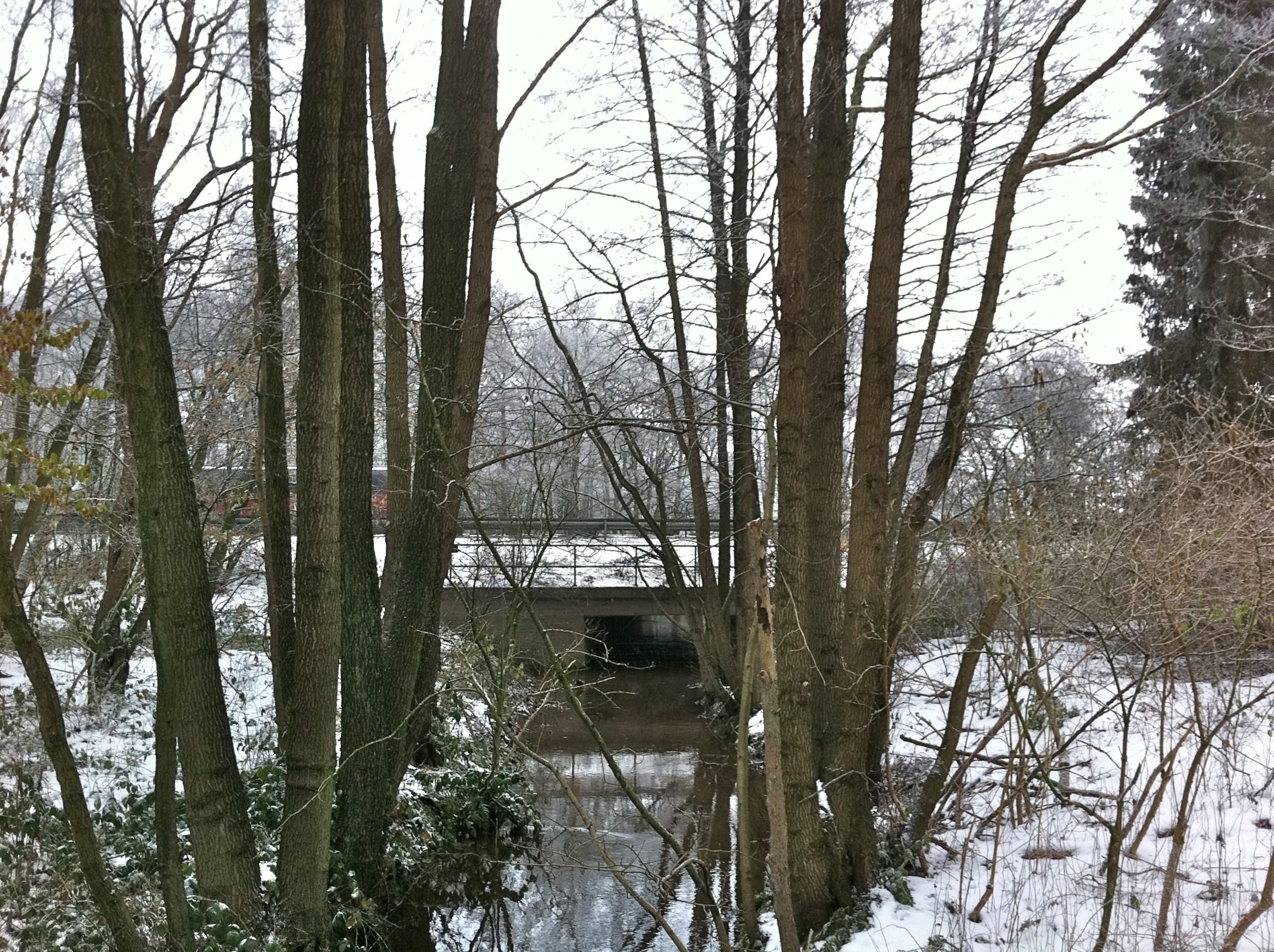
El Gronau passa sota l'autopista E45 (A7)